# Tatarînți, Lanivți
Tatarînți (în ucraineană Татаринці) este un sat în comuna Iakîmivți din raionul Lanivți, regiunea Ternopil, Ucraina.

## Demografie
Componența lingvistică a localității Tatarînți
     Ucraineană (99,18%)
     Alte limbi (0,81%)
Conform recensământului din 2001, majoritatea populației localității Tatarînți era vorbitoare de ucraineană (99,18%), existând în minoritate și vorbitori de alte limbi.